# Palomäen Valkeinen
Palomäen Valkeinen är en sjö i kommunen Kaavi i landskapet Norra Savolax i Finland. Den är 16,2 meter djup. Arean är 27 hektar och strandlinjen är 3,76 kilometer lång.  Den  ingår i Vuoksens huvudavrinningsområde.  Sjön ligger omkring 55 kilometer öster om Kuopio och omkring 370 kilometer nordöst om Helsingfors. 
I sjön finns ön Lammassaari. 